# Zhang Xiangxiang
Zhang Xiangxiang (en chino: 张湘祥; Longyan, 16 de julio de 1983) es un deportista chino que compitió en halterofilia.
Participó en dos Juegos Olímpicos de Verano, obteniendo una medalla de oro en Pekín 2008, en la categoría de 62 kg, y una de bronce en Sídney 2000, en la de 52 kg.

## Palmarés internacional
| Juegos Olímpicos | Juegos Olímpicos   | Juegos Olímpicos  | Juegos Olímpicos |
| Año              | Lugar              | Medalla           | Categoría        |
| ---------------- | ------------------ | ----------------- | ---------------- |
| 2000             | Sídney (Australia) | Medalla de bronce | 52 kg            |
| 2008             | Pekín (China)      | Medalla de oro    | 62 kg            |